# Сансуси
Дворец Сансуси́ (на немски: Schloss Sanssouci; от френски: sans souci – „без грижи“) е музеен дворец в някогашния резидентен град Потсдам, провинция Бранденбург, Германия.
През 1745 г. архитектът Георг Венцеслаус фон Кнобелсдорф (1699 – 1753 г.) започва работа по поръчка за изграждането на частна лятна резиденция на пруския крал Фридрих II Велики, въз основа на скици, нахвърляни от самия монарх. Името „Сансуси“ е лайтмотив на кралските желания. То е избрано от краля и показва, че дворецът е създаден като място за отдих, като дворец за удоволствие, а не като седалище на властта. Проектът е завършен през 1747 г.
От 1747 до 1918 г. Сансуси служи като лятна резиденция на пруските крале и германските императори.
През 1990 г. дворецът Сансуси и другите архитектурни произведения в едноименния дворцов парк са вписани в Списъка на световното културно и природно наследство на ЮНЕСКО със следната обосновка: „Сансуси, често наричан „пруският Версай“, e [...] синтез на художествени тенденции в европейските градове и [монаршески] дворове от XVIII век. Подобно на Версай [...], Потсдам-Сансуси е изключителен пример за архитектурно творчество и развитие на ландшафтната архитектура, свързани с монархическата концепция за властта в Европа.“

## Предистория
Известната градинска гледка на Сансуси е създадена, след като Фридрих II решава да създаде терасирано лозе на южния склон на Борнщетския хребет. Преди това на хълма е имало дъбови дървета. По време на управлението на „краля на войниците“ Фридрих Вилхелм I дърветата са изсечени и използвани за укрепване на блатистата местност по време на разширяването на град Потсдам. След като през 1714 г. Фридрих Вилхелм I разпорежда преустройването на дотогавашната Градина за наслада към Потсдамския градски дворец във военно-парадна площадка, то през 1715 г. той нарежда като заместител да се създаде нова градина за наслада и за кухненските нужди, която да бъде снабдена с фахверкова къща за удоволствия, като по този начин на северозапад от Бранденбургската врата в Потсдам възниква градината „Марли“, на площ, която преди това е била използвана като градска градина от гражданите на Потсдам. В този контекст първите лозя са засадени на склона на иначе голия борнщетски хребет Мюленберг (Борнщет е квартал на Потсдам). Фридрих II познава ареала в това му състояние още от времето му като кронпринц (престолонаследник).

На 10 август 1744 г. Фридрих II издава заповед за култивиране на „пустия хълм“ чрез засаждане на лозови тераси. Под ръководството на архитекта Фридрих Вилхелм Дитерихс южният склон е разделен на шест широки тераси със стени, които са дъгообразно извити навътре към средата, за да се използва максимално слънчевата светлина. По подпорните стени се редуват открити площи, засети с местни овощни дръвчета и лозови сортове, със закрити площи във вид на 168 остъклени ниши, в които растат чуждестранни сортове. Отделните тераси са разграничени една от друга чрез ивици трева в горната част на подпорните стените и също чрез насадени овощни увивни, катерливи растения. Между 96 тисови пирамиди са стояли през летните месеци навън, както и 84 портокалови дръвчета в градински сандъчета. Градинарската работа била поверена на Филип Фридрих Крутиш. В централната ос на терасовидната градина имало 120 (днес 132) стъпала, които водели нагоре по склона, като те били разделени на шест групи, съответстващи на терасите, а допълнително от всяка страна на склона имало и по една рампа за транспортни средства. Работата по терасите на лозята е завършена до голяма степен през 1746 г.
- Лозови тераси
- План на Сансуси, ок. 1746 г. Вероятно най-ранната картина на Сансуси
- Дворецът Сансуси от птичи поглед, 2023 г.
- Дворецът Сансуси от птичи поглед, 2008 г. Вляво – Новите покои и Историческата мелница, вдясно – Картинната галерия, 2008 г.
- Дворецът Сансуси от птичи поглед, 2022 г.

Под терасите, в партера, от 1745 г. нататък се създава декоративна градина в бароков стил с тревни площи, цветни бродерии и фланкиращи боскети (дръвчета). През 1748 г. средата на партера е украсена с квадрифолиен басейн с фонтан в него, наречен „Големият фонтан“. Центърът на квадрифолийния басейн е украсен с позлатени оловни пластики, изобразяващи елементи от гръцка митология, които днес не са запазени. От 1750 г. насам дванадесет мраморни статуи, от които осем фигури на богове и алегорични изображения на четирите основни елемента (въздух, земя, вода, огън), обграждат водния басейн: Меркурий, Водата (Риболов в морето; на френски: La pêche dans la mer); Аполон с убития питон; Къпещата се Диана; Огънят (Венера съзерцава изкования от Вулкан щит за Еней; на немски: Venus betrachtet den von Vulkan für Aeneas geschmiedeten Schild); Юнона с пауна, Юпитер с Йо, Земята (Церера учи Триптолем да оре, на немски: Ceres lehrt Triptolemos das Pflügen); Марс, Минерва, Въздухът (Завръщането на лова, на френски: Le retour de la chasse) и Венера. Венера и Меркурий, творби на скулптора Жан-Батист Пигал, и две ловни скулптурни групи, алегории на елементите въздух и вода, от Ламберт-Сигисберт Адам, са подарък от френския крал Луи XV. Останалите фигури са от ателието на Франсоа Гаспар Адам, ръководител на френското скулптурно ателие, основано от Фридрих II в Берлин. Завършването на т.  нар. Френски рондел трае до 1764 г. Партерът е ограден от юг с воден ров. Запазена е и овощната градина на югоизток – градината „Марли“. Фридрих Вилхелм I подигравателно нарича овощно-зеленчуковата градина, създадена от него през 1715 г., „моята Марли“, шегувайки се по адрес на сложния градински комплекс в двореца Марли льо Роа на френския крал Луи XIV. Фридрих II отдава голямо значение на съчетаването на декоративните и овощно-зеленчуковите градини, изкуството и природата, и при по-късните разширения на парка.
- „Големият фонтан“ и „Френският рондел“ около него
- Големият фонтан от високо
- Големият фонтан в подножието на лозовите тераси
- Големият фонтан, разположен на централната ос на парка
- Основният елемент Земя
- Основният елемент Въздух
- Основният елемент Огън
- Основният елемент Вода
- Минерва
- Юнона
- Меркурий
- Аполон
- Диана
- Юпитер
- Марс
- Венера

## История
Дворецът Сансуси се намира в източната част на едноименния парк Сансуси и е един от най-известните дворци на Хоенцолерните в бранденбургската столица Потсдам. Въз основа на собствените си скици пруският крал Фридрих II нарежда да се построи малък летен дворец в стил фридерицианско рококо между 1745 и 1747 г. Той възлага проектирането на архитекта Георг Венцеслаус фон Кнобелсдорф. При крал Фридрих Вилхелм IV дворецът е разширен в годините 1841 – 1842 г. чрез преустройство и удължаване на двете му странични крила. Лудвиг Персиус създава проектните чертежи въз основа на скиците на краля.
Хармонията между изкуството и природата се отразява и в местоположението и оформянето на двореца Сансуси във висоните на лозовия масив. Сравнително разпространеното от XIII век насам лозарство в Маркграфство Бранденбург, никога в този край не било заемало някакво централно място в художественото оформление на княжеските градини за удоволствие. В Сансуси обаче лозарството трябвало да бъде поставено в центъра на вниманието, като за тази цел се създали лозовите масиви в терасовиден вид с увенчаващия ги дворец и градински партер. Именно тук, наслаждавайки се на необятната гледка към ландшафта, сред природата, пруският крал е искал през летните месеци да живее и да се посвещава на личните си страсти и артистични интереси, както обаче все пак и на някои държавни дела. Стълбовата вятърна мелница, която стояла на хълма от 1739 г., подчертавала селската идилия на мястото. Фридрих II е бил на мнение, че „мелницата е украшение на замъка“.

### Резиденция на Фридрих II
С правителствено постановление от 13 януари 1745 г. Фридрих II нарежда изграждането на „дом на удоволствията в Потсдам“. Въз основа на скиците на краля, придворният архитект Георг Венцеслаус фон Кнобелсдорф изготвя проектни чертежи. Той предлага сградата да бъде повдгината чрез добавяне на цокълен етаж, да се снабди с мазе, и да се разположи близо до ръба на най-горната тераса, за да може, когато сградата бъде погледната от градинските партери в долната част на терасовидната градина, тя да не изглежда като забучена в земята поради перспективното изкривяване, а да се вижда добре, извисявайки се над терасите. Фридрих обаче му противоречи и отхвърля всички тия предложения. Той не искал представителна сграда, а интимен жилищен дворец в стил рококо, който да задоволява само личните му нужди. Сграда трябвало да бъде приземна, цокълът ѝ да е самият хълм, върху който е построена, „дворец за насладата“, без множество стъпала, за да може от вътрешността на двореца да се излезе направо директно на горната широка тераса и оттам да се слезе до градината. Тясна връзка между създадената от човешка ръка жилищна култура и откритата природа отвън.
Фридрих II се намесва административно и художествено в строителството на всички поръчани от него сгради в Потсдам и Берлин. Проектите се изготвяли според неговите изисквания, а оценките на разходите се изготвяли преди началото на строителните работи. Работата можела да започне едва след като кралят даде своето одобрение. Той се намесвал във всичко и искал да бъде информиран относно всички детайли, което често водело до разногласия между архитектите и краля, а също и до отстраняване на сгради. Автократичната същност на Фридрих II ограничава така и архитектурно-художествените представи на Кнобелсдорф, който трябвал да реализира своенравните желания на своя възложител. Строителният директор Фридрих Вилхелм Дитерихс прилагал на практика чертожните планове на Кнобелсдорф с всеки един детайли, подбирал материалите, сключвал договори със скулптори и каменоделци и възложил изпълнението на плановете на придворните майстор-строители Йохан Готфрид Бюринг и Карл Лудвиг Хилдебрандт, с които заедно преди това бил терасирал лозовия масив на хълма. Полагането на основния камък се състояло на 14 април 1745 г. Броедни дни по-късно, на 2 май, Дитерихс е заменен като ръководител на строежа от Ян Буман със заповед на правителствено постановление и заедно с Бюринг се връща в Берлин.
След само две години строеж дворецът с терасовидния лозов масив е тържествено открит на 1 май 1747 г., въпреки че още не всички помещения са били завършени. Освен по време на война, Фридрих II живял там от края на април до началото на октомври. Сградата е била предназначена само за краля и избрани от него гости – единствено мъже. Съпругата му Елизабет Кристина фон Брауншвайг-Беферн, за която Фридрих е женен от 1733 г., нямала достъп до двореца Сансуси. Съпрузите живели разделени след възкачването на Фридрих на престола през 1740 г. Тя живяла в Берлинския дворец, където изпълнявала представителни задълължения от името на Фридрих; освен това Фридрих ѝ предоставил като лятна резиденция двореца Шьонхаузен, недалеч от северния край на Берлин; до Сансуси обаче тя нямала достъп и го е видяла само веднъж, при бягството си от Берлин за Магдебург по време на Седемгодишната война през октомври 1757 г. Известно е, че Фридрих е бил хомосексуален и е търпял единствено обкръжението на мъже.
В епохата на рококо стила се стига до разделение на личните и общественеите пространства. За личния си живот, Фридрих използвал двореца Сансуси, а за обществените си представителни задължения като монарх бил предназначен потсдамският Градски дворец, който през тази епоха бил преустроен и се обитавал от Фридрих II през зимните месеци. Потсдам се превръща в същинската резиденция на краля, докато Берлинският дворец, където кралицата изпълнява представителни задължения, и дворецът Шарлотенбург, където Фридрих II в началото на управлението си възлага да се пристрои „Новото крило“ към източната страна, заемат второ място, а Кьонигсбергският дворец и Бреслауския градски дворец се посещавали само от време на време.

В Сансуси пруският монарх композира, музицира и философства. Той свирел на флейта, композирал симфонии и пишел философски трудове, като един от най-значимите е „Антимакиавели“ – критика на „Князът“ относно ролята на един просветен монарх. В двореца Сансуси той кръжи единствено с интелектуалци, които канел на сбирки с вечеря. Сред гостите са шотландският благородник Джордж Кейт и брат му – маркиз д'Аржан, италианският писател и художествен критик граф Франческо Алгароти, френският лекар, памфлетист и радикален предводител на епохата на Просвещението – Жюлиен Офре де Ла Метри, френският математик, земемер, философ, философ и астроном Пиер Луи де Мопертюи, пруския граф Фридрих Рудолф фон Ротенбург, пруският генерал-майор и куратор на Пруската академия на науките в Берлин Кристоф Лудвиг фон Щиле, пруският писател фрайхер Карл Лудвиг Вилхелм фон Пьолниц, френският дипломат и по-късно личен секретар на Фридрих II – Клод Етиен Дарже, както и френският писател и философ Волтер. От 1751 г. Волтер остава в Потсдам за около две години.
- Концерт на флейта на Фридрих Велики в Сансуси (картина от Адолф фон Менцел, 1850 – 1852 г.)
- Крал Фридрих II. Компания сътрапезници в Сансуси (картина от Адолф фон Менцел, 1850 г., загубена през Втората световна война)
- Фридрих II Пруски и Волтер в Сансуси (медна гравюра, ок. 1800 г.)
- Заглавна страница на книгата „Анти-Макиавели“ на Фридрих II

Фридрих II управлявал страната си дисциплинирано и живеел скромно, без пищност. Скромността му нараства на стари години до степен на скъперничество. Приживе Фридрих II не позволява да се извършват никакви ремонти на външната фасада на двореца, а ремонти на вътрешния интериор разрешава само с голяма неохота, защото, както той казва по друг повод, дворецът трябвал да „издържи само през моя живот“. Безразличието на страдащия от ревматизъм и подагра крал спрямо необходимите ремонти по-късно е критикувано от главния придворен архитектен съветник Хайнрих Лудвиг Мангер в неговата книга „Архитектурна история на Потсдам“, в която той пише: „За съжаление великият мъж преживя щети на много от своите сгради, чиито разходи за ремонт бяха изключително чувствителни за него“. Липсата на мазе, за която кралят е настоявал противно на съвета на Кнобелсдорф, се оказва строителна грешка, тъй като тя води до увреждане на паркета поради покачващата се влага от непосредствената земя под основата и до постоянен студ под краката.

### Междинен период
След смъртта на Фридрих II в Прусия започва нова епоха, която се проявява и в промяната на формите в архитектурата. Когато наследникът му Фридрих Вилхелм II започва управлението си през август 1786 г., класицистичният архитектурен стил, който отдавна вече бил предпочитан в Европа, започва да навлиза и в Потсдам и Берлин. След встъпването си в длъжност новият крал нарежда построяването на Новата градина и Мраморния дворец. Още в годината на смъртта на предшественика си той поръчва на архитект Фридрих Вилхелм фон Ердмансдорф да промени стаята, в която Фридрих е починал, а именно – неугледната спалня, която Фридрих използвал и като свой кабинет за работа, като единствено камината била запазена. Архитектът от град Десау бил създал най-ранната неокласическа сграда в Германия – двореца Вьорлиц в парка Вьорлиц, докато Фридрих II по него време строял още в бароков стил Новия дворец в годините от 1763 до 1769 г. Затова неслучайно по негови планове в Сансуси се създава първият сред потсдамските и берлински дворци изцяло проектиран в класицистичен стил интериор. Фридрих Вилхелм живее в него през летата от 1787 г. до 1790 г., а след това се премества в Мраморния дворец.
След това, от 1797 г. нататък управлява Фридрих Вилхелм III, който използва Сансуси единствено за случайни престои от време на време, без да променя нищо в инвентара. Само съпругата му Луиза живее в двореца за няколко месеца със сестра си Фридерика през 1794 г., докато Фридрих Вилхелм е в Полша във връзка с въстанието на Косцюшко. Семейството предпочитало да прекарва летните месеци в двореца Парец или в двореца на Пуновия остров. Дворецът Сансуси и обзавеждането му оцеляват невредими при френската окупация на Потсдам през 1806 г., тъй като Наполеон го поставя под личната си закрила и така го предпазва от разграбване.

### Резиденция на Фридрих Вилхелм IV
Почти сто години след построяването на двореца Сансуси на пруския престол се възкачва крал, който е почитател на Фридрих II и неговия нравствен свят. Фридрих Вилхелм IV, наричан „романтикът върху трона“, усеща, че има много споделени многостранни интереси с тия на Фридрих II, особено в областта на архитектурата и художественото съпроектиране на здания и градоустройство. Още по времето му на кронпринц (престолонаследник), той се нанася през 1815 г. в бившите покои на Фридрих II в Берлинския дворец. През 1835 г. получава разрешение да живее и в двореца Сансуси, въпреки че той и съпругата му Елизабет Лудовика Баварска разполагат с летния дворец Шарлотенхоф, който е построен за тях едва няколко години по-рано в югозападната част на парка Сансуси. Кронпринцът и принцесата се нанасят в някогашните стаи за гости в западната част на двореца Сансуси. Стаите на Фридрих II в източната част първоначално служили като държавни и обществени помещения и едва години по-късно се включват в набора помещения за частно ползване.
След възкачването на престола през 1840 г. по-големият двор (набор от служители) налага преустройството и разширяването на страничните крила на двореца. Въз основа на скиците на Фридрих Вилхелм IV архитектът Лудвиг Персиус изготвя проектните чертежи. Старите странични крила са срутени и през 1841/42 г. под ръководството на архитект Фердинанд фон Арним са построени нови по-дълги и по-високи крила. Наличното обзавеждане било запазено, а липсващи части били допълнени с мебели от фридерицианския период, доколкото това било възможно. Предвижда се, стаята, в която Фридрих II е починал, и която след това била преустроена под Фридрих Вилхелм II, да бъде възстановена в първоначалния ѝ вид. Този план обаче не е осъществен, тъй като на Фридрих Вилхелм IV документите и проектите за реставрацията му се струват не достатъчно автентични.
Най-горната тераса на лозовия масив, която през фредерицанския период е била почти изцяло оголена, покрита само с аркади, решетъчни павилиони и скулптури, бива през 1845 г. украсена с големи вази и водоскоци, проектирани от Персиус и Лудвиг Фердинанд Хесе, оградена с мраморна балюстрада, а на петте долни тераси са изградени декоративни кладенци. Придворният градинар Херман Село засажда терасите с дръвчета и храсти. През 1840/1841 г. Персиус разширява басейна на фонтана на приземната тераса, така че да образува кръг, с което се увеличава и диаметъра на заобикалящия фонтана скулптурен ансамбъл „Френски рондел“ с около три метра. През 1848 г. между статуите са добавени десет (днес осем) полукръгли мраморни пейки, проектирани от Хесе. През същата година във външните отсеци на запад и на изток от „Големия фонтан“ са монтирани и четири мраморни колони с копия на антични скулптури, както и две мраморни стени с прикрепени към тях мраморни вани и статуи на музите Клио, Полихимния, Евтерпа и Урания. В южния край на партера, по централната ос, през 1866 г. е поставено умалено копие на конната статуя на Фридрих Велики в Берлин, като копието днес се намира в градината „Новия парцел“ в подножието на Оранжерийния дворец.
- Мраморни колони, пейки и вани
- Партер с колона
- Партер с колона
- Мраморна полукръгла пейка, на заден план коринтска колона и две мраморни стени с вани
- Мраморна стена с вана, вази и статуи
- Мраморна стена с вана, вази и статуи
- Конна статуя на Фридрих Велики – преди в подножието на двореца Сансуси (днес пред Оранжерийния дворец)

Фридрих Вилхелм IV умира в двореца Сансуси на 2 януари 1861 г. и е погребан в криптата в близко намиращата се „Църква на мира“ в парка Сансуси. Последната обитателка на двореца е неговата вдовица Елизабет Лудовика. Тя живее в Сансуси още тринадесет години, докато на 14 декември 1873 г. умира и бива церемониално погребана до Фридрих Вилхелм IV.

## От края на XIX век насам
През 1873 г. Вилхелм I предоставя двореца и неговия инвентар за музейно ползване, което го превръща в един от най-старите дворцови музеи в Германия. След Първата световна война и края на монархията дворецът първоначално остава във владение на династията Хоенцолерн, а после през 1927 г. преминава под опеката на пруското държавно „Управление на държавните дворци и градини“, което е основано на 1 април същата година. Под ръководството на директора му Ернст Гал дворцовото управление, с подкрепата на Държавните музеи на Берлин, полага усилия да възстанови интериорния дизайн от времето на Фридрих II. Наред с други неща, бюрото на Фридрих Велики е върнато в кабинета, използван някога от Фридрих и като спалня. Концепцията за опазване на паметниците обхваща и цялата фредерицианска част на парка, чиято реконструкция е поверена на градинския главен инспектор Георг Потенте, който през юни 1927 г. става директор на градините в парка Сансуси. В рамките на тези реставрационни дейности през 1927 г. той разпорежда силно обраслите лозови тераси да се разчистят и засадят наново, да се премахнат две от полукръглите пейки във „Френския рондел“, разположени на централната ос на парка, както и да се отстранят водоскоците и скулптурите от времето на Фридрих Вилхелм IV от най-горната тераса.
Когато през Втората световна война започват въздушните бомбардировки на съюзниците над Берлин, то през април 1941 г. прозорците на двореца са зазидани, а многобройните произведения на изкуството са прехвърлени в Райнсбергския дворец както и в една шахта на мина за добив на калиева сол в село Бернтероде (в окръг Айхсфелд). От двореца Сансуси са изнесени картини на френски художници от XVIII в., конзолни вази от майсенски порцелан, почти всички мебели от „Малката галерия“ и библиотеката на Фридрих II. Останалите мебели, почти всички скулптури и рамки за картини остават в двореца. Сградата оцелява невредима по време на сраженията за Потсдам през април 1945 г., въпреки че от северната страна, между алеята към двореца и Историческата мелница, се водят боеве, по време на които вятърната мелница изгаря. След като Червената армия навлиза в Потсдам на 27 април 1945 г., паркът Сансуси е поставен под контрола на подполковника от гвардията и професор по история на изкуството Евгений Фьодорович Лудшувейт и е затворен за обществеността до 4 юни 1946 г.
Повечето от произведенията на изкуството, пренесени в Райнсберг, и тези, които остават в Сансуси, са отнесени в тогавашния Съветски съюз като плячка и само малка част от тях са върнати през 1958 г. Произведенията на изкуството от Бернтероде, намерени от американски войници, са отнесени първо в Централен събирателен пункт във Висбаденския музей, а след това през 1957 г. – в двореца Шарлотенбург в Западен Берлин. След обединението на Германия от 1990 г. книжната колекция на Фридрих II се връща от Шарлотенбург в Сансуси през 1992 г. Между 1993 и 1995 г. следват 36 маслени картини и 2 мраморни бюста на Амфитрита и Нептун от Ламберт-Сигисберт Адам. С помощта на Фондация за култура на провинциите и Фондация на Гермнаската класова лотария през 1990 г. преместените в Райнсберг картини „Султан в градината“ и „Гадателката“ на Жан-Батист Патер са издирени и закупени от пазара с произведения на изкуството и върнати в Сансуси. Цялостната реставрация на сградата започва през 1966 г. От 1981 г. западното странично крило, така нареченото „Дамско крило“, е отворено за посетители, а кухнята в източното странично крило – от 1993 г.
С около 330 000 посетители дворецът Сансуси е най-популярната атракция в Потсдам през 2018 г.

## Гробница на ФридрихII
„Старият Фриц“, както Фридрих уважително е наричан от народа, умира на 17 август 1786 г. на креслото в стаята, която използвал едновременно като свой кабинет и спалня, в двореца Сансуси. Според собствения си указ той иска да бъде погребан в гробница до любимите си кучета. Още преди да започне същинското строителство на двореца, през 1744 г., той разпорежда да се построи подземна погребална камера, изградена от тухли и покрита с мраморни плочи, встрани от двореца на най-горната тераса на току-що засадения терасовиден лозов масив. По време на 46-годишното си управление Фридрих многократно се занимава със собствената си смърт. Освен своя „Политически завет“ от 1752 г. той пише и нови укази преди почти всяка битка и всяка война, в които урежда всички семейни и финансови въпроси до най-малките подробности. Също толкова често повтаря инструкциите за своето погребение:
| „ | Живял съм като философ и искам да бъда погребан като такъв, без показност, без тържествена помпозност, без пищност. Не искам да бъда нито отварян, нито балсамиран. Да ме погребат в Сансуси по висините на терасите в оная гробница, която бях разпоредил да ми се приготви [...]. Ако умра по време на война или по време на пътуване, да бъда погребан на първото най-добро място и да бъда пренесен през зимата в Сансуси на определеното място. | “ |

Неговият племенник и наследник Фридрих Вилхелм II не следва тези указания. Вместо това той разпорежда ковчегът на Фридрих II да бъде погребан в криптата на Гарнизонната църква в Потсдам, непосредствено до ковчега на баща му, кралят на войниците Фридрих Вилхелм I. Той показва на посетителите на двореца предвидената гробница за погребението на Фридрих II на най-горната тераса с думите: „Това е мястото, където моят предшественик искаше да бъде погребан, той предпочиташе да лежи до своите кучета, отколкото между предците си“. Съвременниците смятали, че подобно място за погребение е недостойно за крал и е израз на презрението на Фридрих към човечеството, въпреки че гробницата е построена преди гробовете на кучетата му. Моделът за подражание на Фридрих – Мориц Насауски – е бил ексхумиран от гробницата си в една горичка и е препогребан в княжеска гробница през 1680 г. Т.е. и на двата владетеля не им е уважено последното предсмъртно желание. Обичаят, хора да се погребват в градини и паркове, започва да навлиза едва със следващото поколение, което е повлияно от епохата на романтизма. Двата владетеля очевидно са изпреварили времето си. През 1802 г. братът на Фридрих – Хайнрих е погребан в мавзолей, построен по негов собствен проект, в парка на двореца Райнсберг.
По време на Втората световна война войници от Вермахта отнасят ковчезите от Гарнизонната църква на безопасно място. През март 1943 г. те са отнесени в „Обект Курфюрст“ – подземен бункер, намиращ се на ареала на днешното Оперативно командване на Бундесвера в село Гелто (община Швилозе) край Потсдам, а през март 1945 г. – в мината за добив на калиева сол в село Бернтероде (в окръг Айхсфелд). Гарнизонната църква, включваща и мястото на погребението на Фридрих и баща му, е опожарена през април 1945 г. по време на опустошителната въздушна атака над Потсдам. След края на войната войници от американската армия пренасят ковчезите в ландграфския дворец в Марбург през май 1945 г., след това в Хесенския държавен архив в Марбург през февруари 1946 г. и в църквата „Света Елизабет“ в Маргбург през август 1946 г. Те остават там до повторното им погребване в замъка Хоенцолерн край Хехинген през август 1952 г.
След обединението на Германия завещателния указ на Фридрих II е изпълнен. Инициативата е поета от Луис Фердинанд Принц Пруски, глава на рода Хоенцолерн и собственик на замъка Хоенцолерн, който през 1953 г. нарежда ковчезите да бъдат препогребани в параклиса „Христос“ в замъка. Подземната погребална камера на горната тераса до двореца Сансуси се оказва до голяма степен в отлично състояние дори след почти 250 години от построяването ѝ, зидарията е обновена и е монтиран водонепропусклив покрив. На 17 август 1991 г., когато се навършват 205 години от смъртта на Фридрих II, саркофагът с тленните останки на краля е положен в почетния двор на двореца Сансуси, придружен от почетен караул от германската армия. Тъй като кралят е наредил: „Що се отнася до мен, искам да бъда погребан в Сансуси, без пищност, без помпозност и през нощта“, погребението се е състояло в полунощ в присъствието на федералния канцлер Хелмут Кол, членове на династията Хоенцолерн и е било излъчено по телевизията.
Според немския писател и книгоиздател Фридрих Николай, Фридрих II веднъж казал на маркиз д'Аржан по време на разходка из строителната площадка на двореца: „Quand je serai là, je serai sans souci.“ (от френски: Когато съм там, ще бъда без грижи.). Гробницата е украсена с мраморен ансамбъл от скулптури „Флора със Зефир“, създадена от Франсоа Гаспар Адам през 1749 г., и шест портретни бюста на римски императори, наредени в полукръг.
През 1840 г. немският писател и историк Франц Теодор Куглер обобщава значението на гробницата в контекста на цялостния комплекс по следния начин:
| „ | Фридрих свързва името Сансуси с тайно, по-дълбоко значение. Още преди да бъдат положени основите на двореца, той нарежда да се построи гробница встрани от двореца, в която един ден да се съхраняват земните му останки. Тя била покрита с мрамор, а предназначението ѝ било закачливо прикрито от статуята на Флора, поставена отгоре ѝ. Тази гробница, за чието съществуване никой не би могъл да предположи, всъщност се е наричала по този начин [Флора]. Веднъж той разказал за нея на свой приятел и казал, сочейки към гробницата: „Quand je serai là, je serai sans souci“ (от френски: Когато съм там, ще бъда без грижи!). От прозореца на кабинета си той всеки ден имал пред очите си образа на богинята на цветята, пазителка на неговата гробница. | “ |

Посетителите полагат цветя и картофи върху простия надгробен паметник с надпис „Фридрих Велики“ в памет на „картофените заповеди“. Заповедта за картофите, известна също и като декрет за картофите, е термин за заповеди, циркулярни писма и декрети, издадени от Фридрих II Пруски до служителите в неговите провинции, с които той се опитва да наложи отглеждането на картофи в пруските провинции. Известни са 15 такива „картофени заповеди“; първата е издадена през 1746 г. по повод на глад в Померания.
Тъй като през 1968 г., по времето на ГДР, Гарнизонна църква е разрушена (частично възстановена през 2023 г.), бащата на Фридрих (кралят на войниците), е препогребан в мавзолея на император Фридрих при „Църквата на мира“ в дворцовия парк Сансуси.

## Архитектура
Дворецът Сансуси, който по своите размери е доста скромен за един управляващ монарх, имащ само дванадесет стаи, от които Фридрих II живее само в пет от тях, отразява промените в дворцовата архитектура и култура от средата на XVIII век. Преди това бароковите жилищни дворци, които от средата на XVII век са се изграждали по модела на Версайския дворец, служели на владетелите предимно за представяне на тяхната политическа и икономическа власт. Размерът им често надхвърлял действителното им предназначение като монаршеско жилище и необходимостта от поддържане на монаршески двор, съответстващ на ранга им.
Тези прекомерни размери и пищност през барока събуждат у някои хора копнеж за повече интимност и комфорт. Така плавно започва да настъпва промяна. Тя обаче не е радикална. Самият Фридрих II, който през целия си живот предпочита стиловете барок и рококо, две десетилетия след построяването на двореца Сансуси, нарежда в западната част на дворцовия парк да се построи Новия дворец, който е с доста големи размери. След Седемгодишната война той искал да използва двореца, предназначен за подслон на неговите гости, с цел да демонстрира мощта и силата на Прусия. Обозначавал е двореца понякога като своя „фанфаронада“ (от френски: самохвалство, показност). Т.е. промените в архитектурната култура настъпват плавно – ту крачка напред, ту назад.

### Външна архитектура
Едноетажната основна сграда с прилежащите ѝ две странични крила заема почти цялата ширина на най-горната тераса. Дължината на основната сграда, „с двата кръгли кабинета встрани, е 292 фута [91,6 m], а дълбочината – 49 фута [15,4 m]. [...] общата височина отвън е 39 фута и 2 инча [около 12,3 m]“. Южната страна с 15 оси е подчертана от изпъкнала, полуовална централен корпус с увенчаващ го купол. Над средния сводест (френски) прозорец е изписано името на двореца с позлатени бронзови букви. Тридесет и шест атланта, подредени по двойки, поддържат гредите на постройката, като те са разположени между големите сводести прозорци, които почти стигат до пода. Изработените от пясъчник статуи, дело на скулптора Фридрих Кристиан Глуме, изобразяват вакхани и вакханки, които са издялани на място от необработени каменни блокове през 1746 г. Той участва и в проектирането на скулптурната украса на обикалящата по целия покрив балюстрада, както и скулптурните композиции от ангелчета по прозорците на купола, а също така участие вземат и баща му Йохан Георг Глуме и ателиетата за орнаментални скулптори на Йохан Мелхиор Камбли и Матиас Мюлер.
- Вакхани, вакханки и лоза като орнаменти
- Вакхани и вакханки като атланти
- Лоза и цветя като декоративен елемент
- Лоза и цветя като декоративен елемент

Неукрасените странични крила, „всяко от които е дълго 98 фута [31 m] и дълбоко 35 фута [11 m]“, в които са се помещавали кухнята, конюшните и стаите за малобройната прислуга, са прикрити от архитекта фон Кнобелсдорф със симетрично подредени решетъчни аркади отпреде им, всяка от които завършва встрани с по един свободно стоящ решетъчен павилион, украсен с позлатени орнаменти. Пред аркадите са разположени портретни бюстове на римски личности и копия на вази. В източния павилион Фридрих II разпорежда да се постави статуията „Молещото се момче“, която е изработена през около 300 г. пр. Хр. и Фридрих II закупва през 1747 г. от княз Йозеф Венцел I Лихтенщайнски. От 1900 г. там стои нейна отливка, изработена от берлинската „Фабрика за бронзови изделия L. C. Busch“. Оригиналното име на статуята през древността е „Антиной“ и изобразява едноименния любовник на император Адриан, поради което статуята може да се тълкува и като символ на мъжката хомосексуалност. Статуята има огромна личностна стойност за Фридрих II, тъй като в нея той вижда едно много интимно отъждествяване. Фридрих и Антоний са били и двамата философи и хомосексуални. Статуята пред Сансуси е била предназначена да изрази скръбта му по ранната загуба на любовника му от юношески години – Ханс Херман фон Кате, който е екзекутиран след неуспешния опит на Фридрих да избяга заедно с него от полка на баща си през 1730 г. Паралелите между двамата монарси-философи и отношенията на Антоний с Адриан, както и на Фридрих с Ханс, са налице. Допълнително в подкрепа на тази теза говори факът, че тази статуя е разположена в непосредствена близост до гроба на Фридрих II, което символизира желанието за близост и след смъртта. Освен това, Фридрих Велики е можел да вижда статуята от бюрото си в библиотеката на двореца Сансуси, докато е работел.
По-семплата северна страна на двореца е в ярък контраст с пищно украсената със скулптури южна страна. Вместо атланти, тук фасадата е структурирана от коринтски пиластри. Съответстващият тук елемента на полуовалния централен корпус от другата страна откъм градината е правоъгълен ризалит с полуколони и плосък едноскатен покрив. Фасадата завършва в двата края с къси крила, разположени под прав ъгъл. Към тях са прикрепени колонади, които затварят в полукръг неукрасения иначе почетен двор и се прекъсват само от входната порта в средата от север, която е снабдена със стръмна рампа за колесници. Четиридесет и четирите двойки колони са разположени в два реда, помежду които има пътека с пейки. Както и от южната страна, балюстрада с вази от пясъчник украсява периферията на покрива, както и колонадатата. Лозови мустачки и листа, както и клонки на цветя, изработени от пясъчник, украсяват кръглите сводове на прозорците и остъклените врати.

Първоначално страничните крила са били едноетажни пристройки от времето на Фридрих II, но праплеменникът му Фридрих Вилхелм IV ги удължава с две оси, всяка от които има по десет прозореца и триаркадни вестибюла от предната си страна. Запазвайки първоначалната им обща височина, пристройките са разширени с по един етаж, а плоският скатен покрив е скрит зад балюстрирана атика. На прозорците е придаден правоъгълен завършек отгоре, премахвайки сводовете. Архитектът Лудвиг Персиус заимства декоративните елементи от северната страна на двореца. Пиластрите, балюстрите и орнаментите са отлети от цинк и шлифовани, така че да изглеждат поразително подобни на образците от пясъчник. Западната пристройка се нарича „Дамско крило“ и в него са се помещавали множество жилища на придворните дами и кавалери. В източното крило се помещават дворцовата кухня, пекарната, сладкарския цех, винената изба под земята, помещение за производство на сладолед, кафейна кухня, миялно помещение и други.
- Колонада и почетен двор от северната страна
- Почетният двор с колонадата от източната страна
- Входната порта към двореца с рампа за колесници
- Пътека в двуредовата колонада
- Главната порта. В далечина се вижда т. нар. Хълм на руините. Там са изградени изкуствени останки на римски храм, за да се покаже символично „съживяването“ на римската античност благодарение на Сансуси.